# (4399) Ashizuri

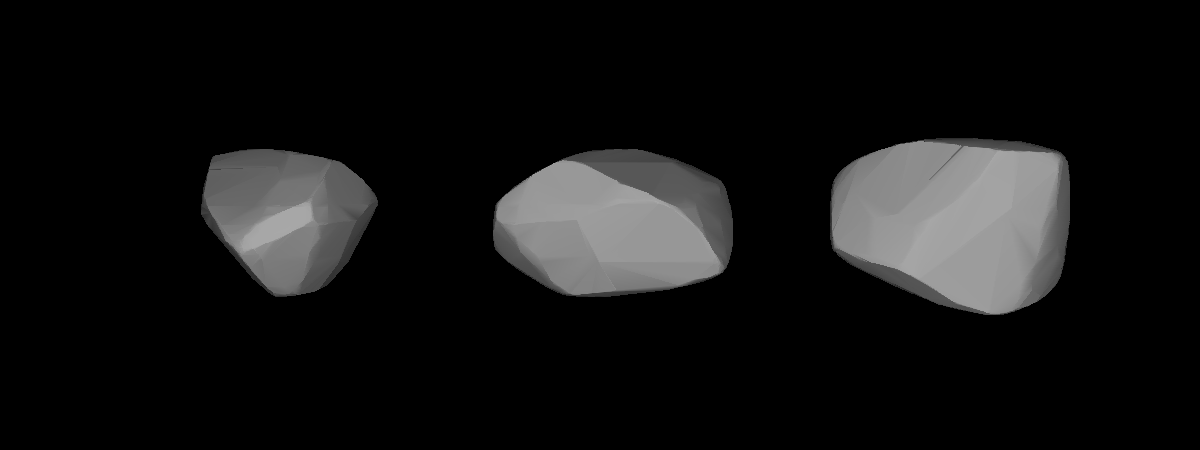
Ein dreidimensionales Modell von 4399 Ashizuri.

(4399) Ashizuri ist ein Hauptgürtelasteroid, der am 21. Oktober 1984 von Tsutomu Seki am Geisei-Observatorium entdeckt wurde.
Der Asteroid wurde nach dem Kap Ashizuri auf der japanischen Insel Shikoku benannt.